# Allobates vanzolinius
Allobates vanzolinius е вид земноводно от семейство Aromobatidae.

## Разпространение
Видът е разпространен в Бразилия.